# فيلاهارتا (قرطبة)
بلدية فيلاهارتا (بالإسبانية: Villaharta)‏، هي إحدى بلديات مقاطعة قرطبة إحدى مقاطعات إسبانيا، و التي تقع في منطقة الأندلس جنوب إسبانيا.
يبلغ عدد سكانها 716 نسمة وفقاً لإحصائية سنة (2007).